# Red Thorn
Red Thorn — серия комиксов, которую в 2015—2016 годах издавала компания Vertigo.

## Синопсис
Главным героем является девушка по имени Айла Макинтош. Она встречает молодого человека Алека и влюбляется в него. У неё есть сверхспособность оживлять свои рисунки. Ненароком Айла освобождает древнего кельтского полубога, находящегося в заключении почти 2 тысячи лет.

### Выпуски
| №  | Дата выхода      | Оценка на Comic Book Roundup    | Предполагаемый объём продаж (первый месяц) |
| -- | ---------------- | ------------------------------- | ------------------------------------------ |
| 1  | 18 ноября 2015   | 7,9 из 10 на основе 12 рецензий | 11 335, позиция в Северной Америке — 165   |
| 2  | 16 декабря 2015  | 8,5 из 10 на основе 2 рецензий  | 6 799, позиция в Северной Америке — 269    |
| 3  | 20 января 2016   | 8,9 из 10 на основе 3 рецензий  | 5 802, позиция в Северной Америке — 237    |
| 4  | 17 февраля 2016  | 8,3 из 10 на основе 3 рецензий  | 4 867, позиция в Северной Америке — 266    |
| 5  | 16 марта 2016    | 9,3 из 10 на основе 2 рецензий  | 4 482, позиция в Северной Америке — 293    |
| 6  | 20 апреля 2016   | 10 из 10 на основе 1 рецензии   | н/д                                        |
| 7  | 18 мая 2016      | н/д                             | н/д                                        |
| 8  | 22 июня 2016     | 10 из 10 на основе 1 рецензии   | н/д                                        |
| 9  | 27 июля 2016     | 9 из 10 на основе 2 рецензий    | н/д                                        |
| 10 | 24 августа 2016  | 7,5 из 10 на основе 1 рецензии  | н/д                                        |
| 11 | 21 сентября 2016 | н/д                             | н/д                                        |
| 12 | 2 ноября 2016    | 7 из 10 на основе 1 рецензии    | н/д                                        |
| 13 | 14 декабря 2016  | 8,8 из 10 на основе 2 рецензий  | н/д                                        |

### Сборники
| Название                                | Тип            | Дата выхода     | Собранный материал | Кол-во страниц | ISBN           | Предполагаемый объём продаж (первый месяц) |
| --------------------------------------- | -------------- | --------------- | ------------------ | -------------- | -------------- | ------------------------------------------ |
| Red Thorn Vol. 1: Glasgow Kiss          | Мягкая обложка | 27 июля 2016    | Red Thorn #1-7     | 144            | 978-1401263614 | 1 049, позиция в Северной Америке — 99     |
| Red Thorn Vol. 2: Mad Gods and Scotsmen | Мягкая обложка | 15 февраля 2017 | Red Thorn #8-13    | 160            | 978-1401267254 | 605, позиция в Северной Америке — 169      |

## Отзывы
На сайте Comic Book Roundup серия имеет оценку 8,7 из 10 на основе 30 рецензий. Грег Макэлхаттон из Comic Book Resources, обозревая дебют, написал, что «к рисункам [Меган] Хетрик претензий нет». Ричард Грей из Newsarama поставил первому выпуску 7 баллов из 10 и посчитал, что «Red Thorn подаёт большие надежды». Мэт Эльфринг из Comic Vine дал дебюту 4 звезды из 5 и отметил, что «это было отличное начало для Red Thorn».